# Джованні Сґамбаті
Джованні Зґамбаті (італ. Giovanni Sgambati; 28 травня 1841, Рим — 14 грудня 1914, там само) — італійський піаніст, диригент і композитор.

## Біографія
Виріс в місті Треві, де навчався церковної музики (як співак і диригент хору), але також і гри на фортепіано (у Тіберіо Наталуччі). 1860 року повернувся в Рим, де рік потому познайомився з Ференцом Лістом, який тут оселився, і під враженням від його гри став його учнем. Зґамбаті виконував твори Ліста як піаніст, диригував, акомпанував Лісту оркестром, 1866 року керував як диригент виконанням лістівською симфонією «Данте». 1869 року у зв'язку з від'їздом Ліста Зґамбаті також покинув Італію і відправився до Німеччини, де познайомився з Ріхардом Ваґнером і його музикою. Починаючи з 1880-х рр. Зґамбаті багато гастролював, в тому числі і зі своїми власними творами; 1891 року дав концерт для королеви Вікторії. 1893 року Зґамбаті очолив Римську філармонію; після смерті на його честь було названо концертну залу філармонії. Протягом ряду років керував фортепіанним квінтетом королеви, які виступали під патронатом італійської королеви Маргарити. Він також надав значну допомогу в становленні музичної кар'єри Франческо Тості.
1870 року спільно з Етторе Пінеллі організував у Римі (у складі Академії Санта-Цецилії) Музичний ліцей, у якому викладав до своєї смерті. Ліцей швидко й успішно розвивався, 1877 року дістав офіційний статус, а 1923 року був перетворений на консерваторію.
У творчому доробку Джованні Зґамбаті — дві симфонії, фортепіанний концерт, квартет, два фортепіанних квінтети, пісні й значна кількість церковної музики, з-поміж якої вирізняється Реквієм (1901). Однак чи не найзнаменитішої працею Зґамбаті до сьогоднішнього часу залишаються фортепіанні переклади кількох номерів з опери Ґлюка «Орфей і Еврідіка», у числі яких так звана Мелодія.
Ті чотири альбоми фортепіанної музики Зґамбаті записав італійський піаніст П'єтро Спаду; слідом за цим повне зібрання фортепіанних творів Зґамбаті записав Франческо Карам'єлло.